# Edelherren von Homburg

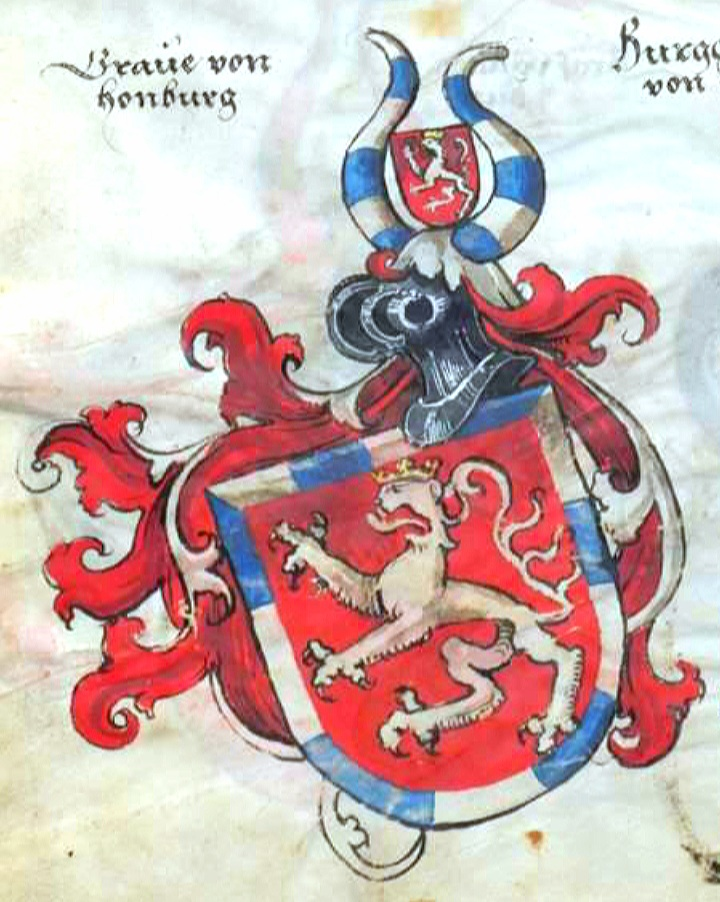
Wappen der Edelherren („Grafen“) von Homburg in Konrad Grünenbergs Wappenbuch um 1480

Über die Herkunft der Edelherren von Homburg gibt es keine genauen Hinweise. Erstmals urkundlich erwähnt sind die Brüder Bodo und Bertholdus de Hoinburche, die sich um 1130 nach der Homburg (bei Stadtoldendorf) nannten und deshalb mit großer Wahrscheinlichkeit auch hier beheimatet waren.

## Geschichte
Nach einem Allodialgüterverzeichnis des letzten Northeimer Grafen Siegfried IV. von Boyneburg (de Hoinburch) besaßen die Edelherren von Homburg zwischen 1129 und 1135 als dessen Lehnsleute Güter im Umfeld der für das Kloster Amelungsborn als Schutz erbauten Homburg. Im 10. Jahrhundert stand hier das castellum Wikanafeldisten.
1150 gehörte der Homburger Ahnherr Bertholdus zu den zwölf liberi homines, die Graf Hermann II. von Winzenburg als Bürgen dem Bischof Bernhard I. von Hildesheim zur Sicherung eines Lehnsvertrages über die Winzenburg und Homburg stellte.
Nachdem die Homburg mit dem Winzenburger Erbe in die Hände Heinrichs des Löwen gekommen war, wurde sie nach dessen Sturz 1183 vom Bistum Hildesheim zunächst zu gleichen Teilen den Grafen von Dassel und den Homburger Edelherren verliehen.
Zur Deckung einer Finanzierungslücke Mitte des 13. Jahrhunderts setzten die Grafen von Dassel durch Verkauf ihres Lehens der Homburghälfte an den Bischof von Hildesheim sowie durch Verpfändung ihrer Vogtei über Fredelsloh an das Haus Hardenberg Mittel frei. Dadurch sparten die Grafen zugleich die Kosten für ihre Burgmannen, die Herren von Oldershausen, und die Burg befand sich nun ungeteilt in den Händen der Edelherren von Homburg. Die Hildesheimer Bischöfe mit Ausnahme von Gerhard von Berg kümmerten sich in den folgenden Jahrhunderten nicht mehr um die Pfandhälfte, verzichteten darauf formal aber erst nach dem Zerfall der Burg.
Von ihrem Stammsitz aus bauten die Edelherren von Homburg ihren Besitz in östliche und nördliche Richtung aus, so dass er schließlich im Osten von der Herrschaft Hildesheim an der Leine und im Westen von der Herrschaft Everstein an der Weser begrenzt wurde. Im Norden um Coppenbrügge und im Süden um Lüthorst stießen die Homburger Besitzansprüche auf Kontrahenten, so dass es dort zu Fehden mit den Grafen von Spiegelberg bzw. den Herren von Leuthorst kam.
Um 1400 waren die wichtigsten Verwaltungsschwerpunkte der Homburger neben ihrem Stammsitz Homburg: Greene, Hehlen, Hohenbüchen und Lauenstein. Sie resultierten aus alten Gerichtsplätzen und wurden später zu Amtssitzen. Bestätigt durch die Gandersheimer Äbtissin Agnes II. fiel die Herrschaft Homburg an die Welfen.

## Wappen

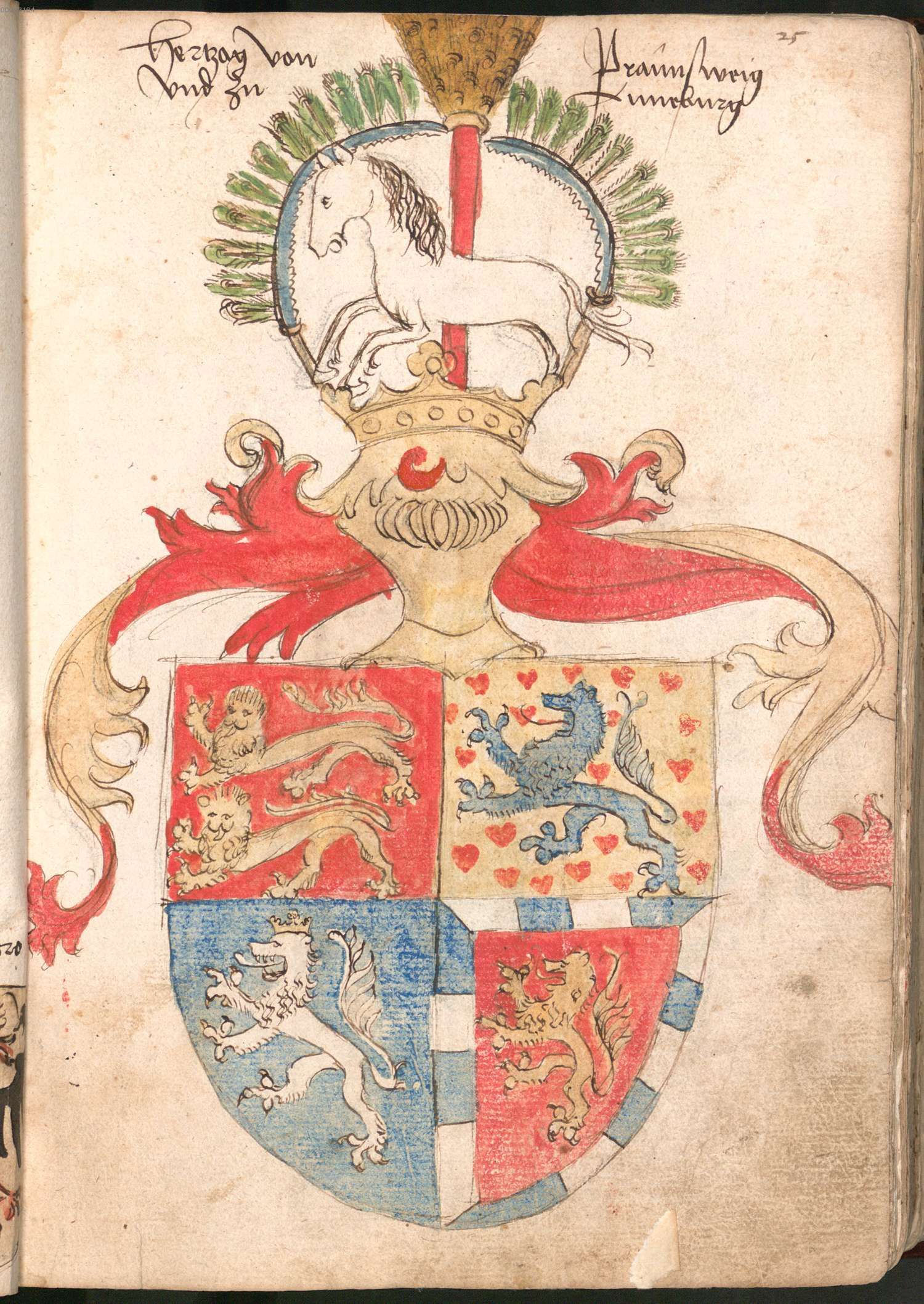
Großes Wappen des Herzogs von Braunschweig und Lüneburg, Graf von Everstein, Herr von Homburg
im Wernigeroder Wappenbuch (um 1475/1500)

Ein (mitunter gekrönt dargestellter) goldener Löwe auf rotem Grund mit von Silber und Blau gestücktem Bord. Das Wappenbild findet sich noch späterhin im großen Wappen des Kurfürstentums Braunschweig-Lüneburg und des Herzogtums Braunschweig.

## Stammliste
- (1129/35–1158) Berthold war der erste Lehnsnehmer der Homburg.
- (1129/35–1156) Bodo
- Udo
- (1144) Othelrich
  - (1158–1199) Bodo (der Ältere?), Bodo und sein Bruder Berthold erhielten nur noch die halbe Burg zum Lehen.
  - (1166–1198) Berthold
    - (1197–1229) Bodo der Ältere ⚭ Luitgard von Boebere (1229–1253) →
    - (1198–1228) Bodo der Jüngere, wurde von Graf Everstein ermordet.
    - (1206/12–1236) Conrad; Propst von Kloster Kemnade
    - (1197) Berthold
    - (1200–1210) Johannes
    - (1210) Heinrich
      - (1229–1289) Heinrich; verlieh 1255 Stadtoldendorf die Stadtrechte
⚭ 1.) Mechthild von Dassel (1257)
⚭ 2) Sophie von Wohldenberg (1268–1312)
      - (1220) Jutta
      - N.N. ⚭ Otto von Plesse (1238–1273)
      - (1220–1246) Berthold →
        - (1256–1316) Bodo; der Name Bodenwerders bezieht sich auf ihn ⚭ Agnes von Spiegelberg (1302)
        - (1302–1305) Sophie
        - (1286) Gerburgis ⚭ Gerhard von Schalkesberge
        - (1274–1303/5) Kunigunde ⚭ Hermann von Woldenberg
        - (1289–1290) Hermann →
        - (1305) Adelheid; Nonne in Kloster Kemnade
        - (1270–1291) Johannes ⚭ Gisela von Rietberg (1291–1295) →
        - (1290–1317) Heinrich; Domherr in Minden und Hildesheim
          - (1302–1338) Heinrich ⚭ Agnes von Mansfeld (1305)
          - (1302–1312) Hermann
          - (1302–1340) Bodo; Domherr in Hildesheim und Propst zu Moritzberg
          - (1302–1305) Agnes ⚭ Graf von Schwalenberg
          - (1304–1305) Sophie; Nonne in Kloster Kemnade
          - (1302–1305) Adelheid
            - (1309–1380) Siegfried ⚭ N.N. von Honstein (?); eine seiner Töchter heiratete 1339 Graf Otto von Everstein. Sein Grabmal befindet sich in der Klosterkirche St. Marien im Kloster Kemnade.
            - (1339–1384) Bodo
            - (1340) Otto
            - N.N. (1314) ⚭? von Permunt
            - (1339) Heilwig; Nonne in Kloster Kemnade
              - (1340–1409) Heinrich ⚭ Schonette von Nassau (1384–1436; Tochter von Johann I.; vermählte sich 1414 mit Herzog Otto von Grubenhagen); Heinrich starb ohne Erben, somit erlosch das Geschlecht der Homburger.
              - (1354–1360) Albert
              - (1354–1383) Borchard
              - (1354–1394) Gevehard
              - (1340–1383) Rudolf; Landkomtur des Deutschen Ordens in Böhmen und Mähren
              - Agnes (1339–1409) ⚭ Graf Otto von Everstein (1359); Nonne in Kloster Wülfinghausen
              - (1397) Kunigunde ⚭ Graf Moritz von Spiegelberg
              - (1409) Meta; Nonne in Kloster Kemnade

ohne gesicherte Zuordnung
- Sophie von Homburg († 1358), Gattin des Konrad, Edelherr von Warberg. Ihr wappengeschmücktes Epitaph befindet sich im Kloster Marienberg (Helmstedt).[6]